# Mun Ui-če
Mun Ui-če (korejsky 문의제), (* 10. únor 1975 Tedžon Jižní Korea) je bývalý reprezentant Jižní Koreje v zápase ve volném stylu. Je olympijským medailistou z roku 2000 a 2004.

## Sportovní kariéra
Zápasu se začal věnovat v roce 1988 potom co viděl své krajany brát medaile na olympijských hrách v Soulu. Do seniorské reprezentace se dostal po olympijských hrách v Atlantě v roce 1997. Začal spolupracovat Pak Čang-sunem a stal se jeho důstojným nástupcem.
V roce 2000 patřil k adeptům na jednu z medailí. Svoji skupinu na olympijských hrách v Sydney s přehledem vyhrál a v semifinále se utkal s Němcem Leipoldem, kterému podlehl na body. V boji o třetí místo uspěl a vybojoval bronzovou medaili. Jenže několik týdnů na to vyšel najevo Němcům doping a dodatečně obdržel medaili stříbrnou.
V roce 2004 startoval na olympijských hrách v Athénách o váhu výš. Nepatřil k adeptům na finále, ale po vítězství ve skupině v semifinále nečekaně přejel favorita Sažidova. Ve finále se utkal s Američanem Sandersonem a až do poslední minuty vedl o bod. V závěru však neodolal jeho tlaku a získal stříbrnou medaili. Po olympijských hrách se s vrcholovým zápasením rozloučil.

## Výsledky
| Turnaj            | 1997           | 1998           | 1999           | 2000           | 2001           | 2002         | 2003         | 2004         |
| Turnaj            | 22             | 23             | 24             | 25             | 26             | 27           | 28           | 29           |
| Turnaj            | polostřední v. | polostřední v. | polostřední v. | polostřední v. | polostřední v. | střední váha | střední váha | střední váha |
| ----------------- | -------------- | -------------- | -------------- | -------------- | -------------- | ------------ | ------------ | ------------ |
| Olympijské hry    | -              | -              | -              | 2.             | -              | -            | -            | 2.           |
| Mistrovství světa | 5.             | 2.             | 6.             | -              | 2.             | dns          | 11.          | -            |
| Asijské hry       | -              | 1.             | -              | -              | -              | 1.           | -            | -            |
| Mistrovství Asie  | 1.             | -              | dns            | dns            | dns            | -            | dns          | 2.           |